# Actinochaeta carlosalbertoi
Actinochaeta carlosalbertoi är en tvåvingeart som först beskrevs av Lima 1926.  Actinochaeta carlosalbertoi ingår i släktet Actinochaeta och familjen parasitflugor. Inga underarter finns listade i Catalogue of Life.